# Victor Leclercq
Pour les articles homonymes, voir Leclercq.
Victor Leclercq né le 13 octobre 1896 à Soignies, est un peintre belge, décédé en 1945.

## Biographie
Données biographiques établies d'après Françoise Deville:
Victor Leclerq est le troisième d'une famille de cinq enfants. Son père est employé de banque et sa mère tient un magasin d'objets d'art religieux. Il reçoit une éducation très catholique.
Il s'installe à Charleroi en 1913 et, cette même année, il s'inscrit à l'Académie royale des beaux-arts de Bruxelles. Il y est l'élève de Constant Montald et d'Émile Fabry, et démontre un intérêt particulier pour les cours de dessin de Guillaume Van Strydonck. Cette formation se poursuit jusqu'en 1921, à la suite de l'interruption forcée provoquée par la Première Guerre mondiale. En plus de sa formation à l'Académie, il suit des cours de peinture chez Raphaël Baudhin à Charleroi.
Le 17 août 1929, il épouse Nelly-Fernande Guiche, qui est également peintre, et s'installe à Boitsfort, rue des Friquets. Il gagne sa vie en tant que photograveur, travaillant l'eau-forte et la lithographie. De constitution chétive, il est très proche de sa femme. Il collabore de façon sporadique à la revue Savoir et Beauté dans laquelle il présente quelques gravures impressionnistes du Borinage.
Pendant la guerre civile espagnole, des enfants de familles républicaines sont accueillis en France et en Belgique : le couple héberge le petit Juan, dont le peintre fait plusieurs portraits, de 1936 à 1939. En plus de son activité artistique, il travaille en 1940 pour le professeur Capart au Musée d'histoire naturelle de Bruxelles. À partir du début de la Seconde Guerre mondiale et de l'invasion de la Belgique par les Allemands, l'artiste et son épouse protègent de nombreux enfants juifs, et abritent de façon régulière des réunions secrètes de résistants communistes.
Victor Leclercq est arrêté en juillet 1942, et incarcéré à la prison de Saint-Gilles. Il est envoyé en Allemagne, où l'on retrouve sa trace dans plusieurs camps de concentration. Il disparaît en 1945.

## Captivité en Allemagne de 1943 à 1945
Il est d'abord envoyé à Essen (prison préventive).
- 8 novembre 1943 : camp d'Esterwegen (répression pour délit d'opinion), camp dépendant de Neuengamme (camp d'extermination). Soumis au régime Nacht und Nebel.
- 15 mars 1944 : pénitencier de Gross Strehlitz.
- 13 octobre 1944 : transfert à Gross Rosen.
- 11 février 1945 : transfert au camp de Dora Mittelbau (commando Ellrich).
- 2 mars 1945 : Dora Mittelbau (commando Nordhausen).
- 8 mars 1945 : transfert au camp de Bergen-Belsen.
- 15 avril 1945 : libération du camp par les Anglais, en pleine épidémie de typhus.
- Aucune information officielle ensuite. Il serait mort d'épuisement peu après à La Haye.

## Œuvre
Son œuvre est le fidèle reflet de son époque tourmentée mais aussi de sa personnalité discrète et distinguée. Ses portraits et ses paysages banlieusards laissent poindre une angoisse latente, une fausse quiétude. Une simplicité délibérée s'exprime dans une gamme de couleurs sourdes, de bruns crayeux, de gris d'ardoise ou d'huîtres, verts passés.

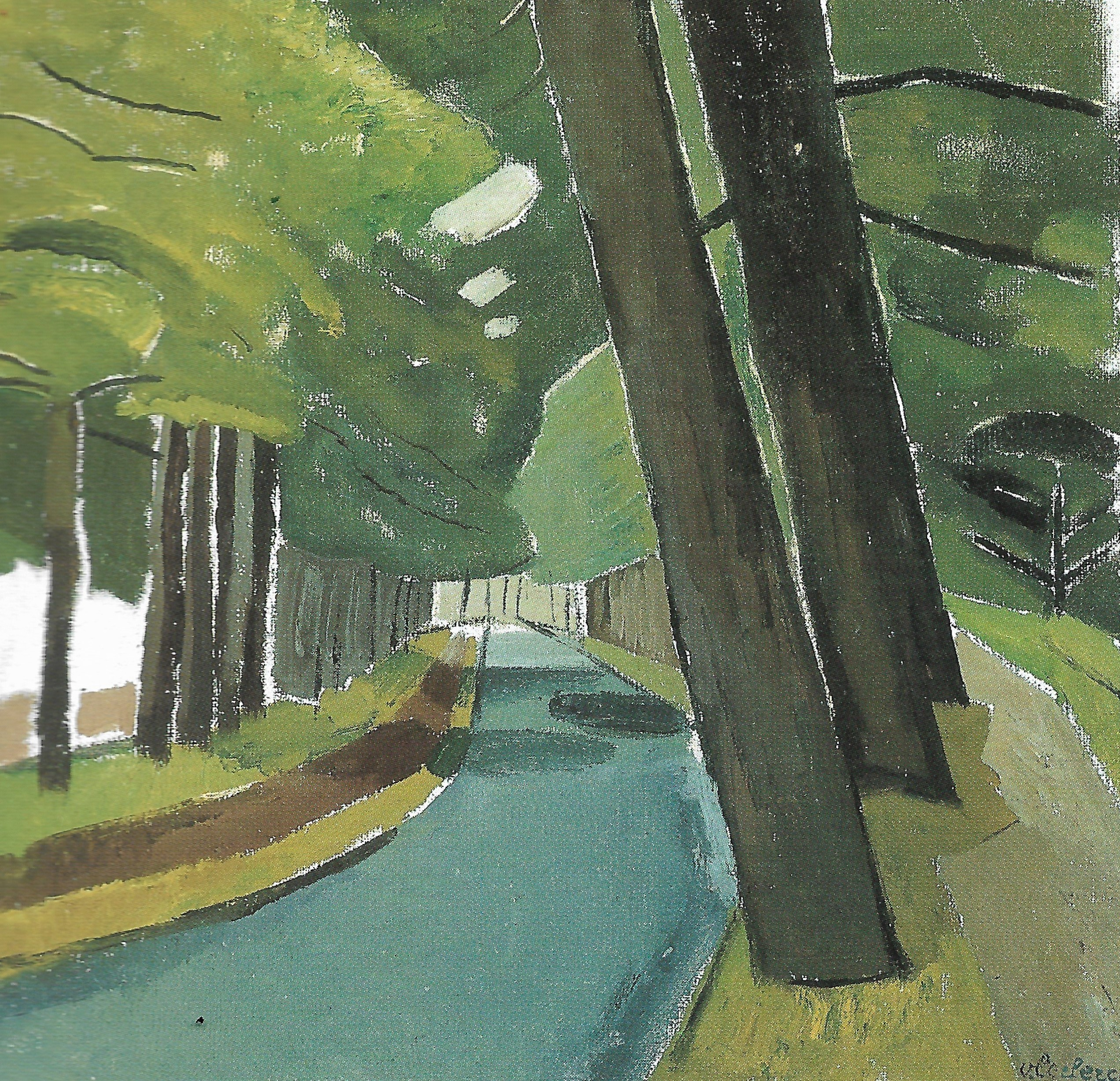
L'allée, non daté (45 x 60 cm), Collection privée
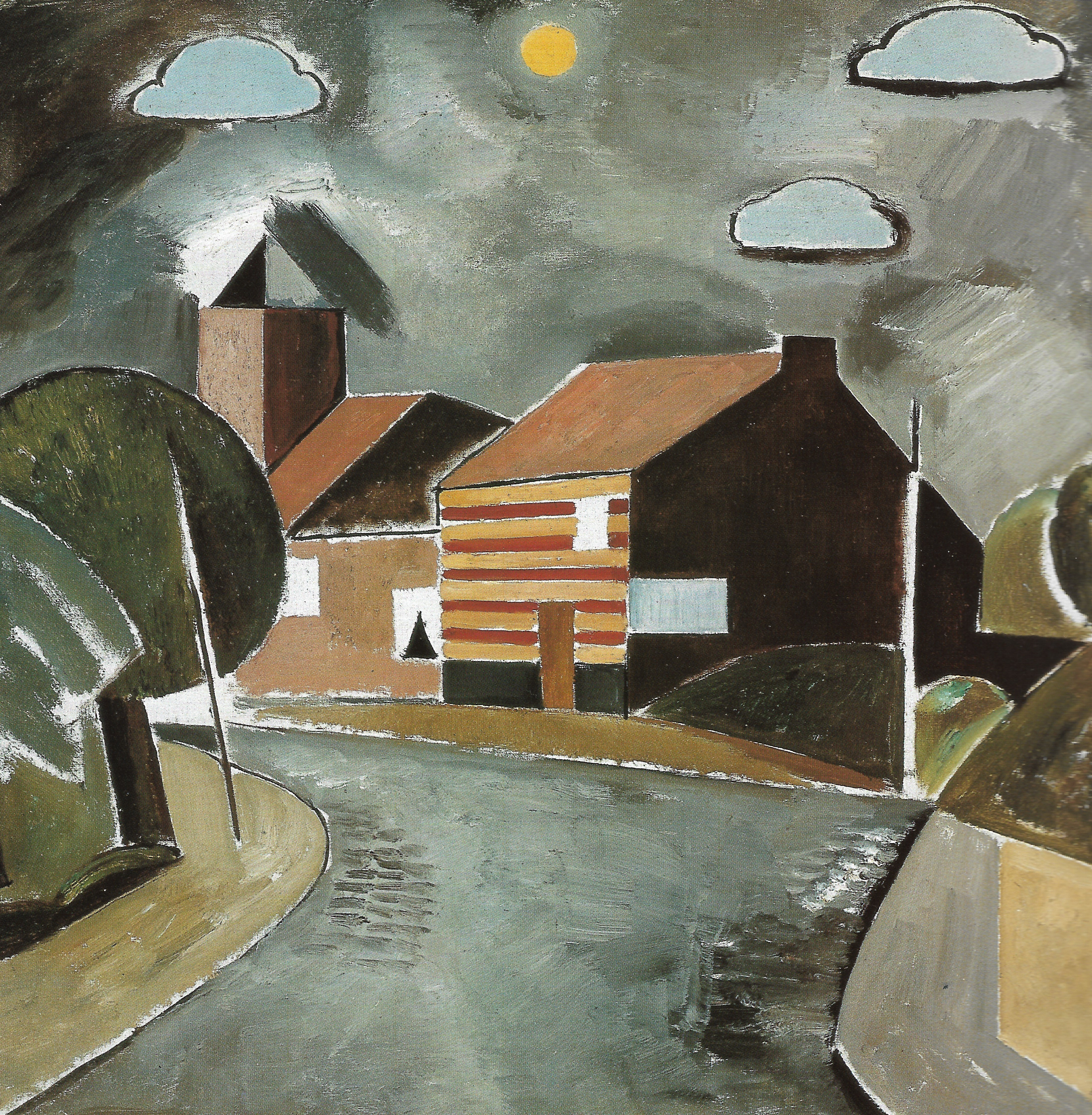
Village Nº 2, non daté (77 x 80 cm), Collection de l'État belge
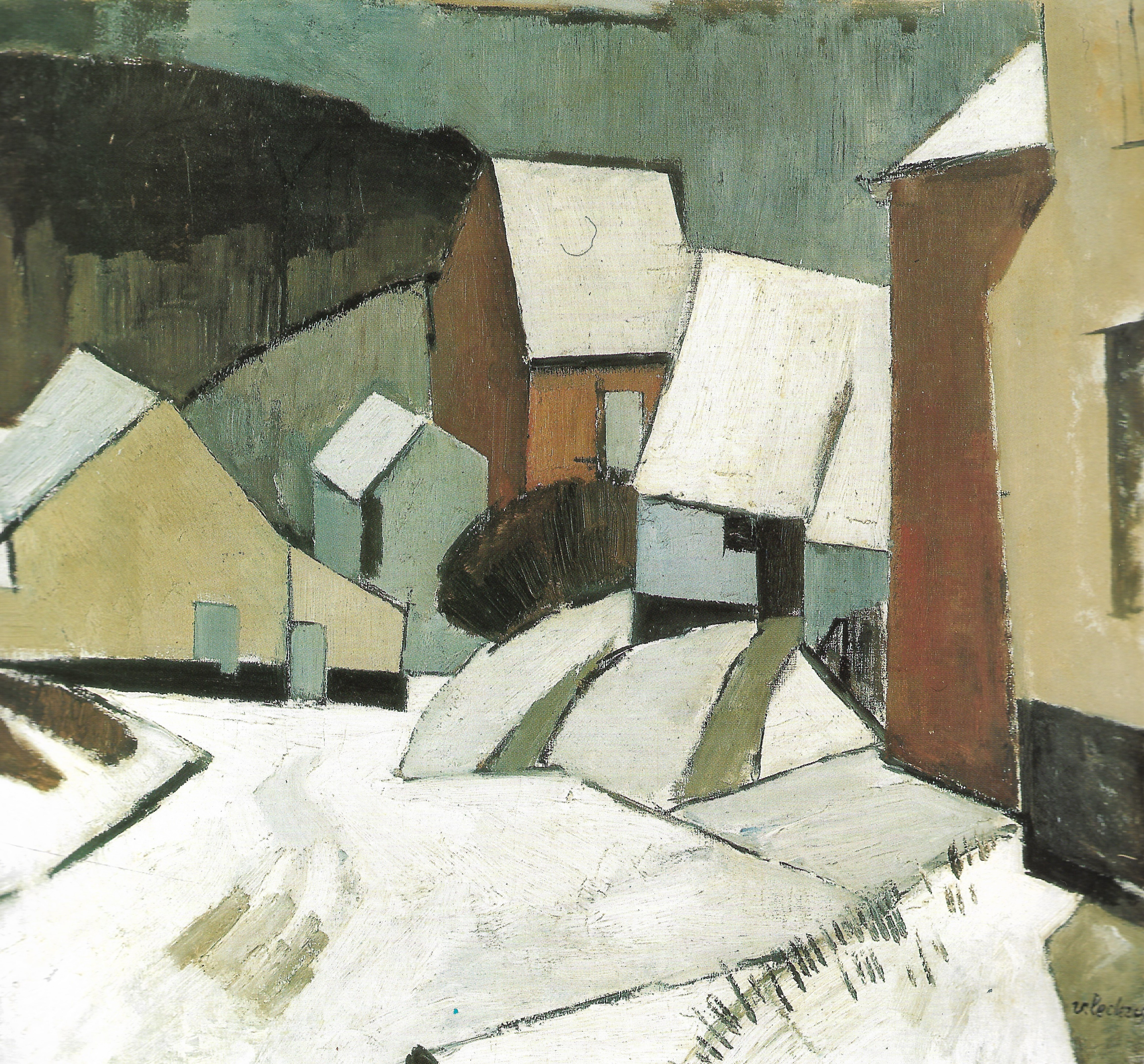
Paysage de neige, non daté (75 x 80 cm), Bruxelles, Collection Henri Eulaerts
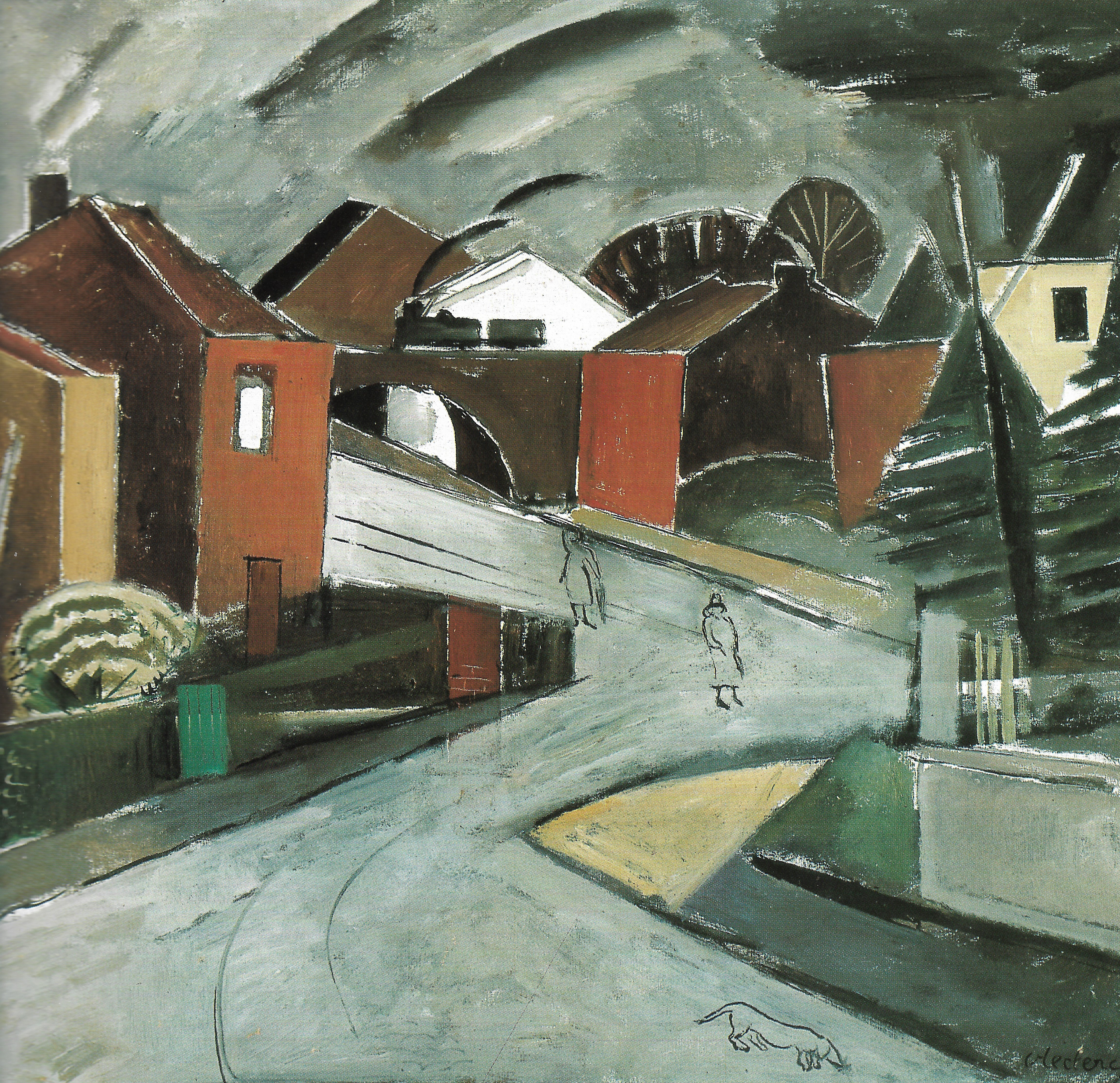
Banlieue grise, non daté (80 x 82 cm), Jalhay, Collection M. et Mme Tombeur
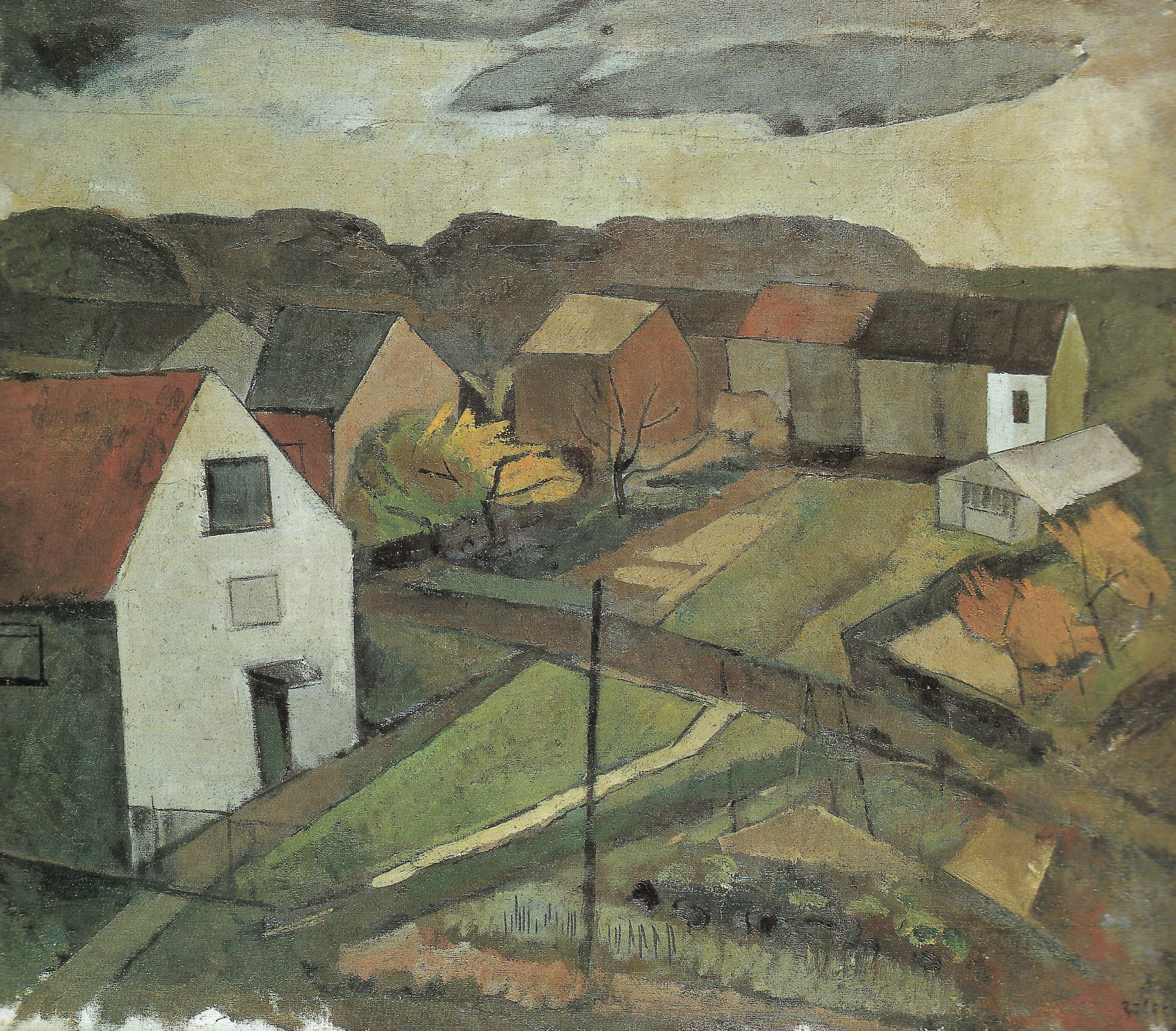
Maison du jardinier, non daté (79 x 93 cm), Bruxelles, Collection du Crédit Communal de Belgique

Ses portraits présentent des êtres massifs au regard dense. Le plus souvent on ne retrouve ni sourire ni joie dans ses tableaux, qui dégagent une sensation d'inquiétude et de gravité. 

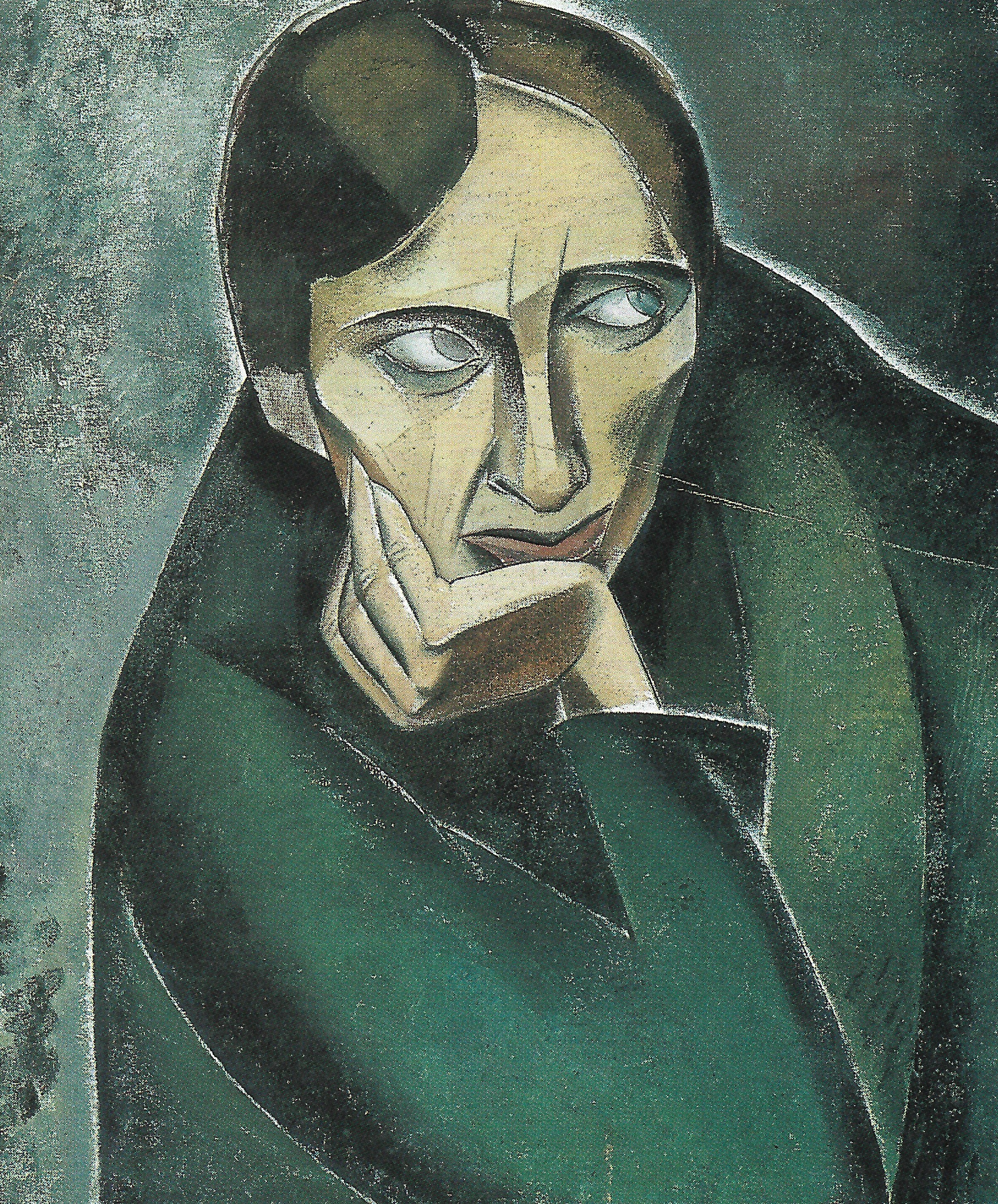
Madame Leclercq, non daté (65,5 x 54,5 cm), Collection privée
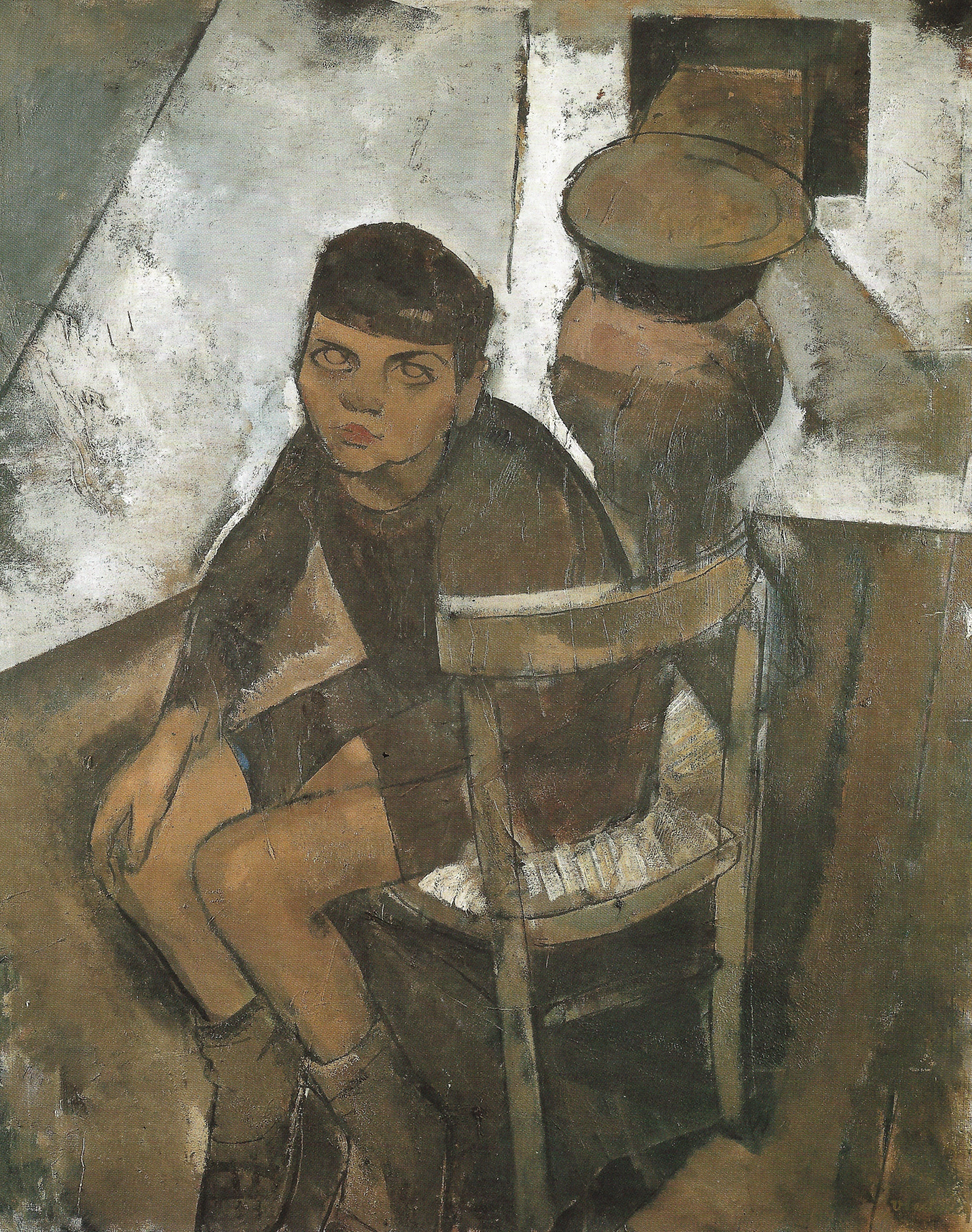
Juan, non daté (125 x 100 cm), Bruxelles, Collection du Crédit Communal de Belgique

Ses natures mortes représentent toutes sortes d'objets simples, usuels, comme un vase, un plat de fruits, une chaise, une table, un bol, une revue, etc. Pour peindre ces objets du quotidien, il utilise des couleurs plus chaudes, plus lumineuses, ce qui les dote d'une certaine harmonie, d'une certaine sérénité, à l'opposé de ses portraits. 

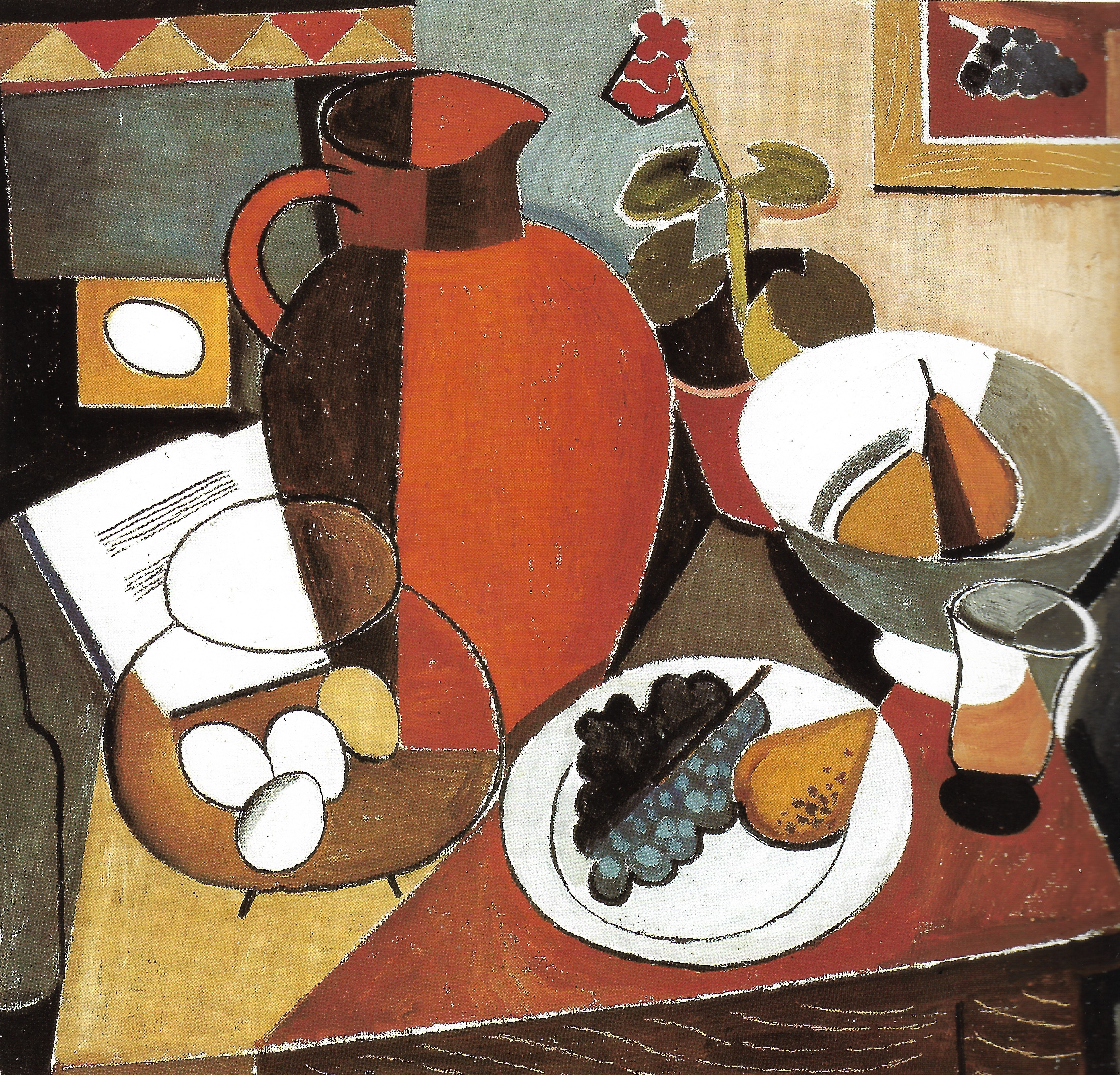
Nature morte, non daté (83 x 88 cm), Collection privée
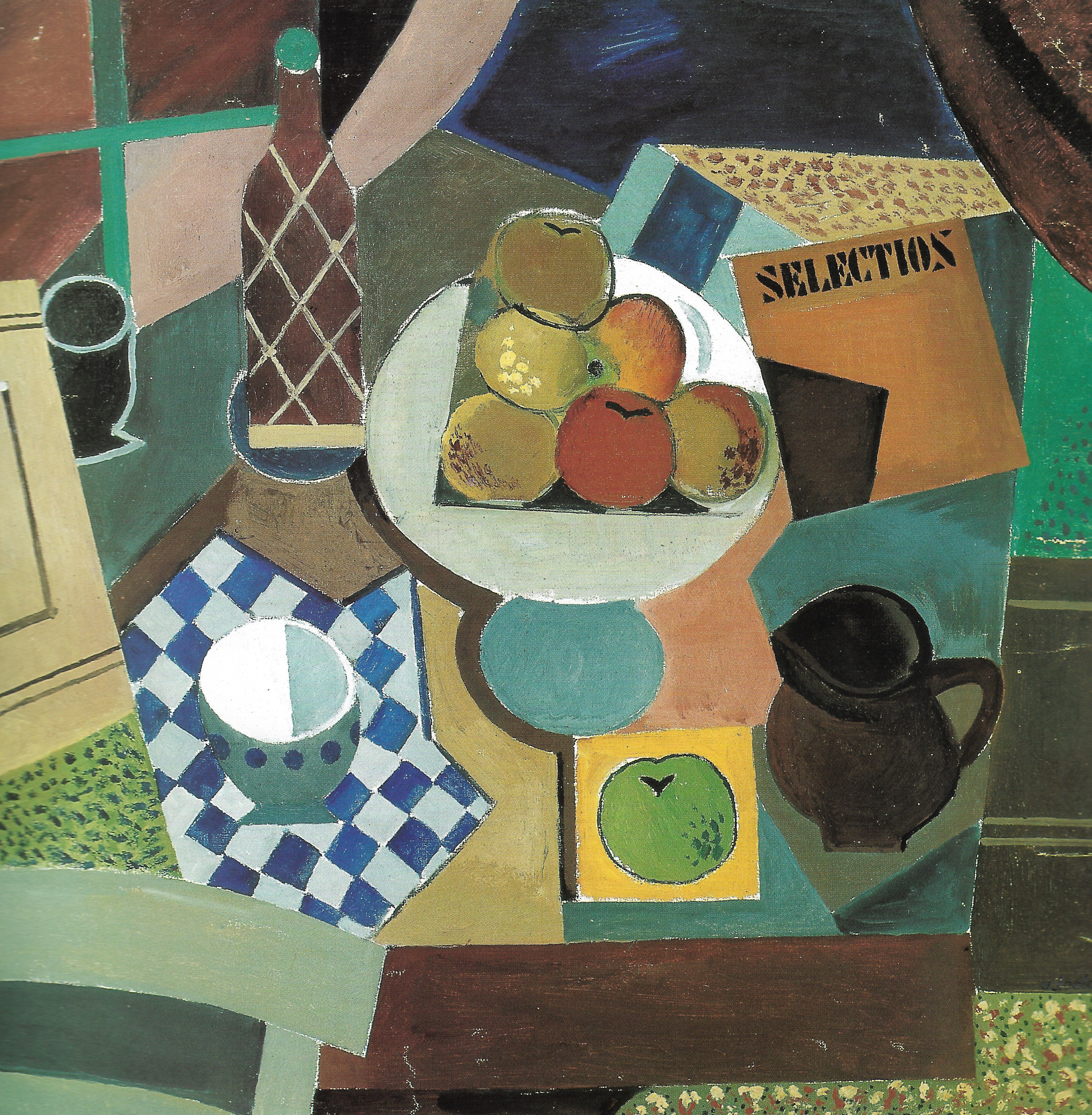
Sélection, non daté (80 x 82 cm), Collection privée
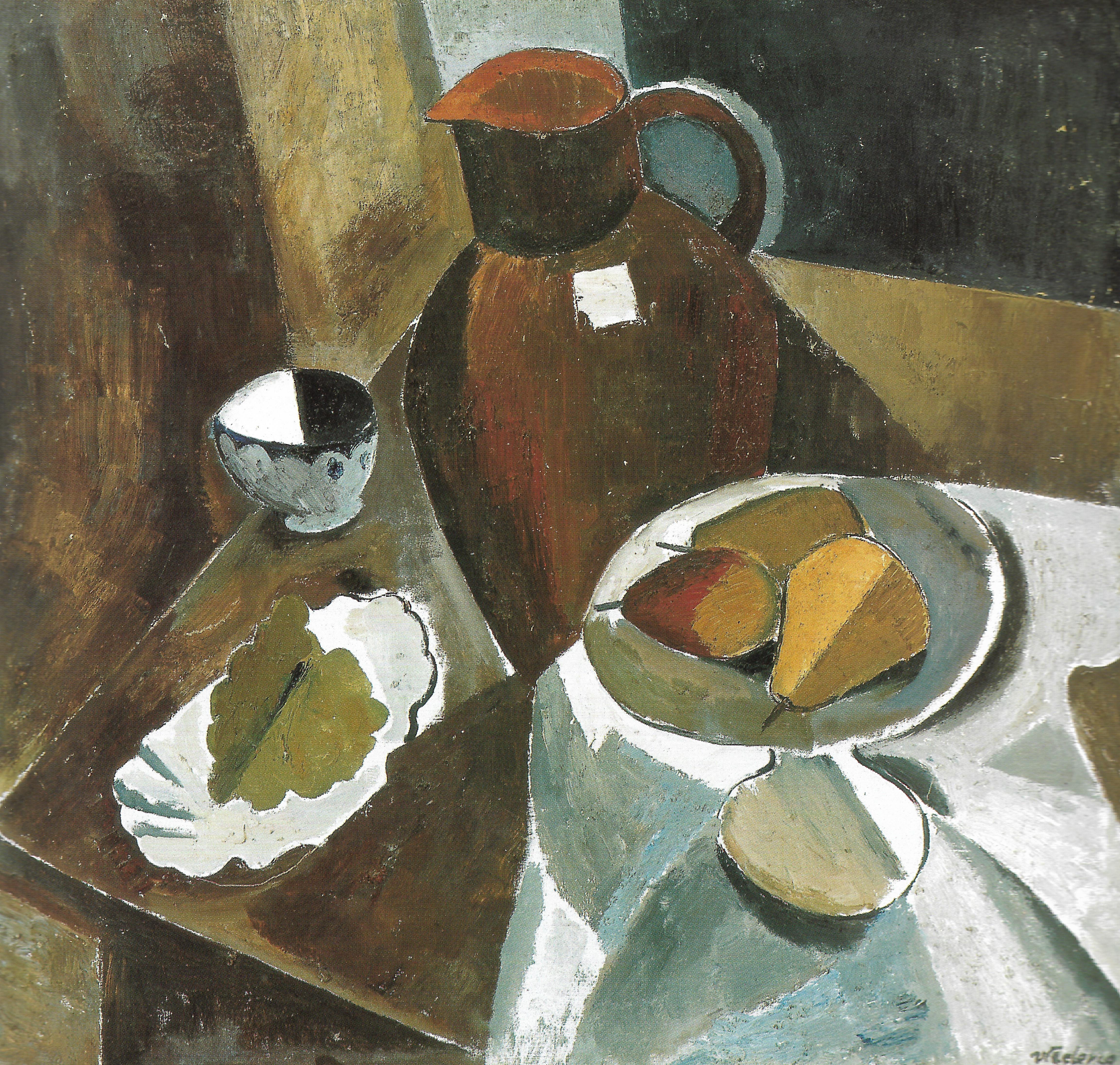
Nature morte, non daté (79 x 84 cm), Collection privée
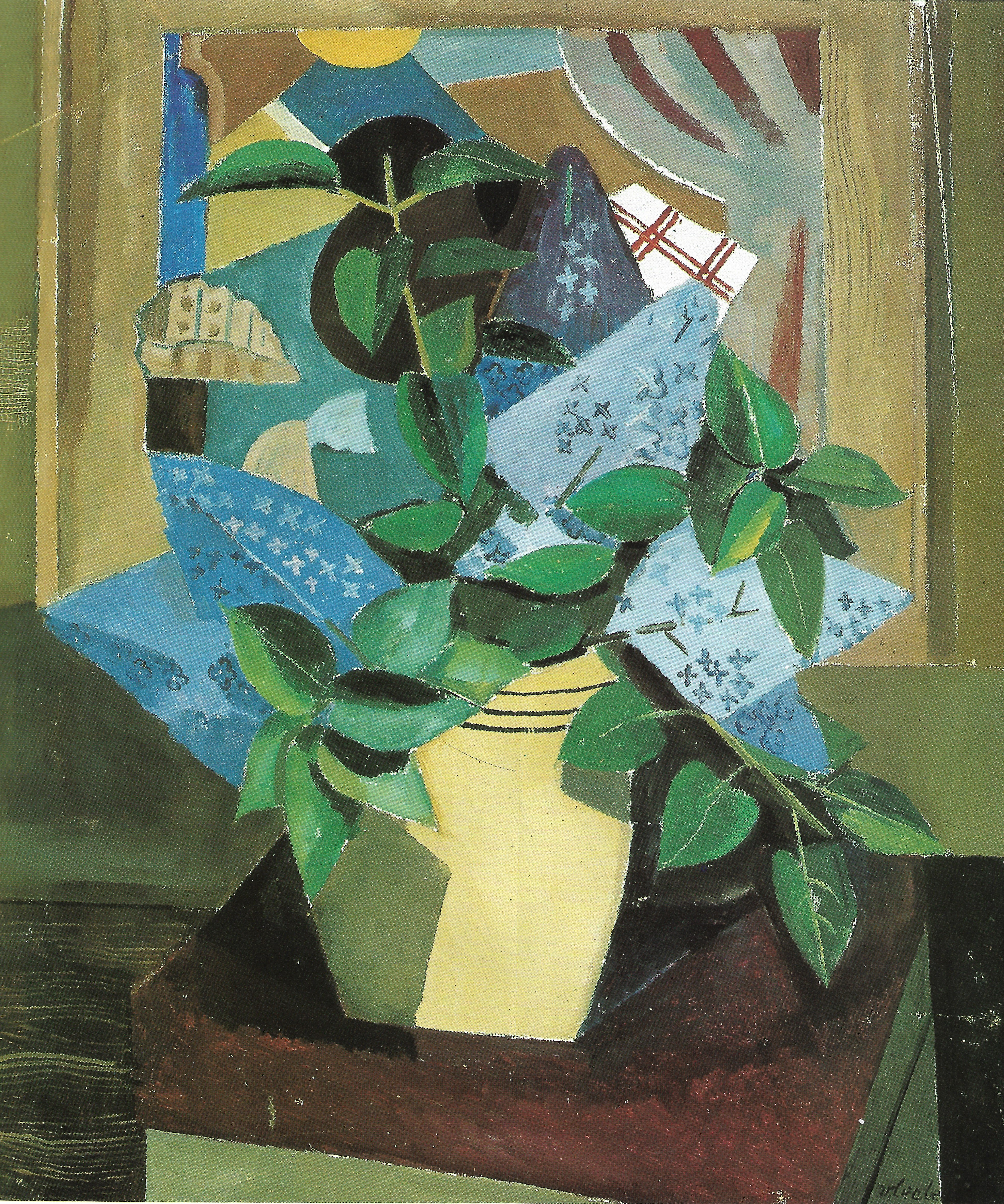
Lilas, non daté (85 x 72 cm), Collection privée

Ses paysages sont des panoramas des quartiers de Boitsfort: l'église Saint-Clément, les maisons de la Cité Logis-Floréal, les viaducs qui mènent à la gare de Watermael, etc. Ses toiles fourmillent de banlieues dépouillées, de quartiers suburbains aux arbres feuillus et résineux, aux jardins garnis de quelques plantes, aux rues courbes, rarement rectilignes où l'être humain est presque toujours absent. Sont pourtant toujours présents : ce ciel bas et lourd, ces poteaux électriques, ces maisons aux fenêtres noires, blanches, à peine esquissées. La lumière grise, immobile, de ses paysages de neige génère un éclat étrange qui contraste avec la fixité du sujet. La façon dont Victor Leclercq peint ses paysages permet à ces derniers de dépasser l'anecdote locale et de prendre une dimension universelle.

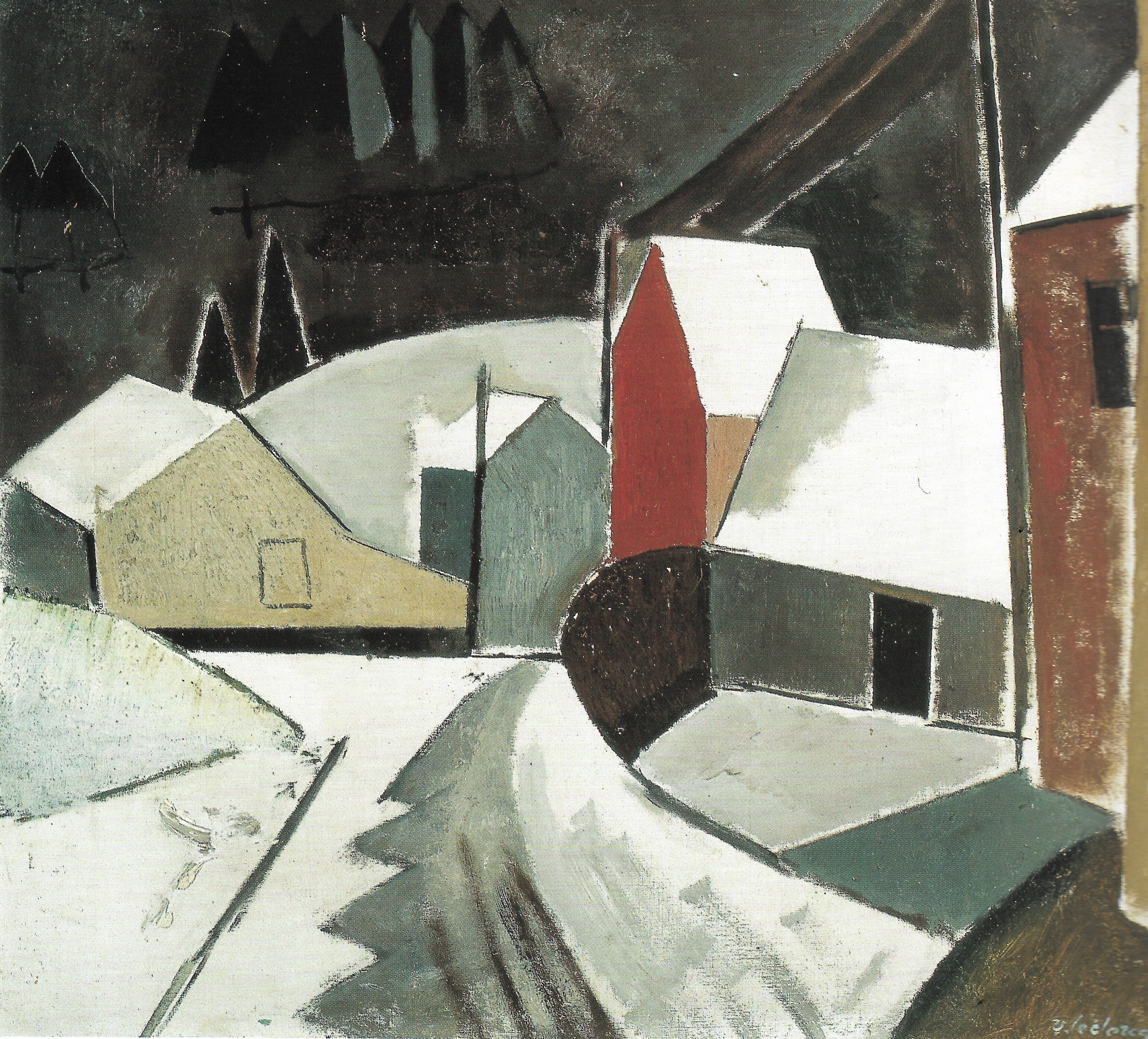
Neige B, non daté (80 x 90 cm), Collection de l'État belge
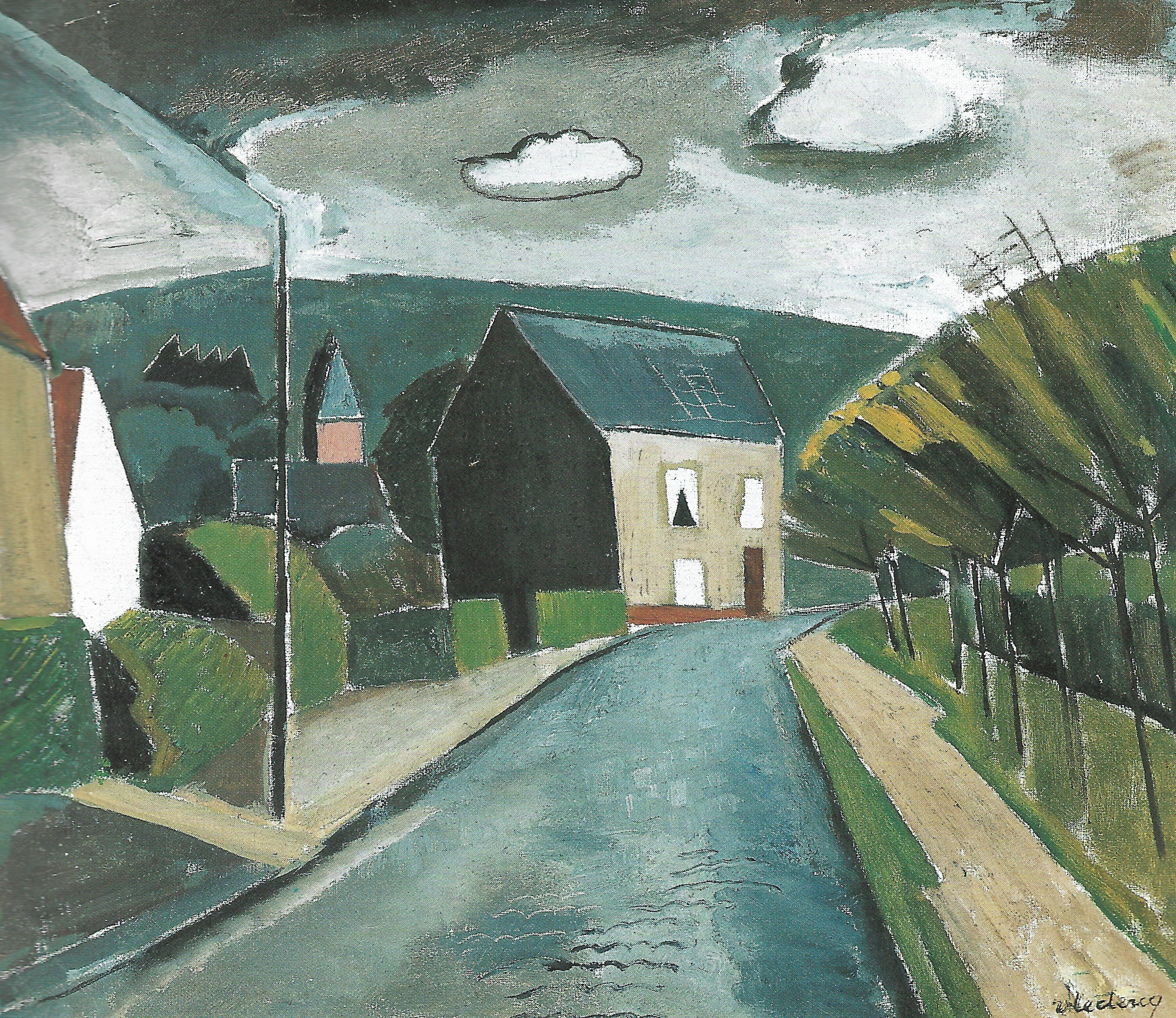
La route, non daté (50 x 60 cm), Collection privée
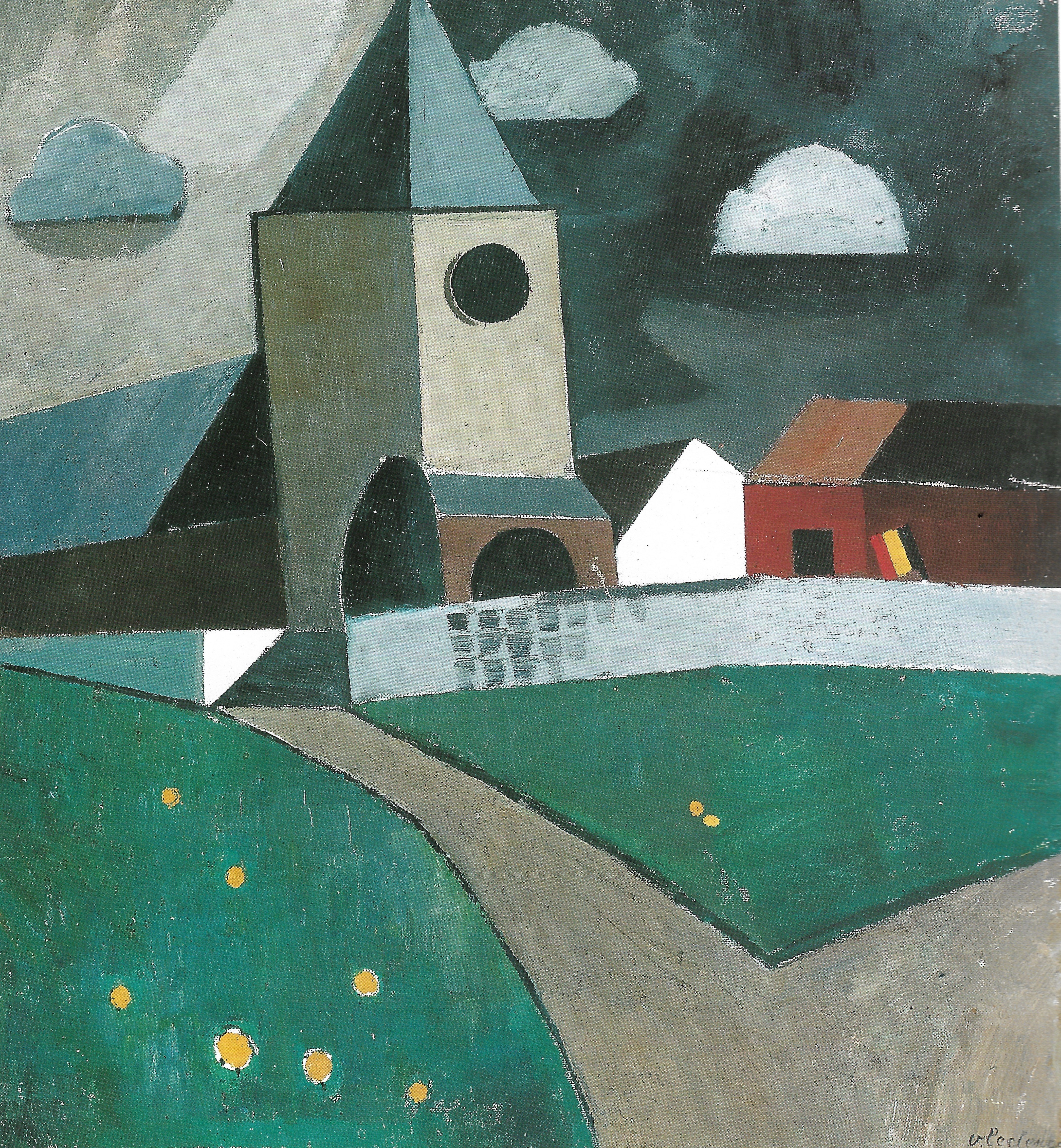
L'église, non daté (85 x 80 cm), Collection des Amis des Musées de Verviers
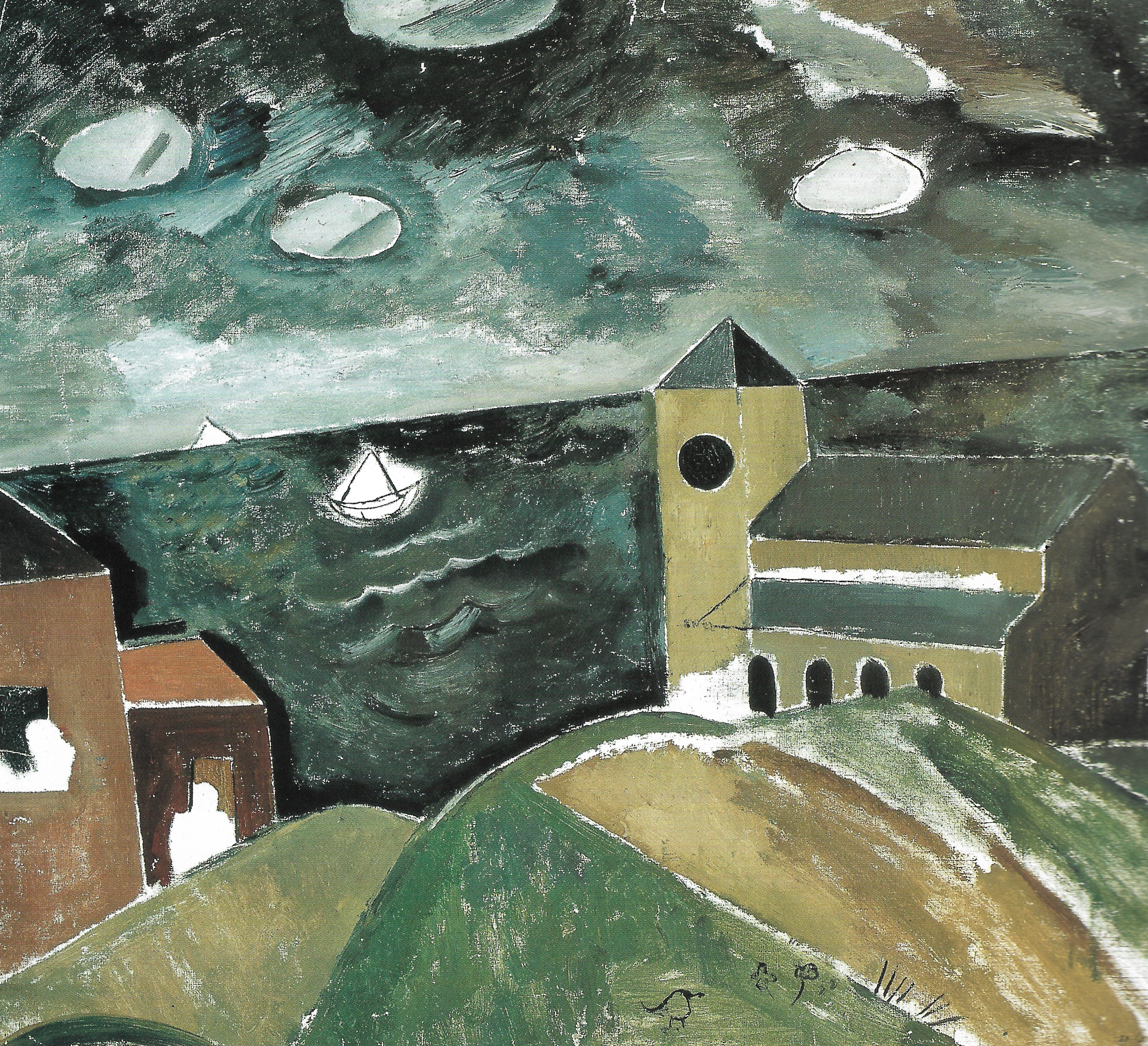
Le clocher, non daté (84,5 x 98,5 cm), Musée de Louvain-la-Neuve
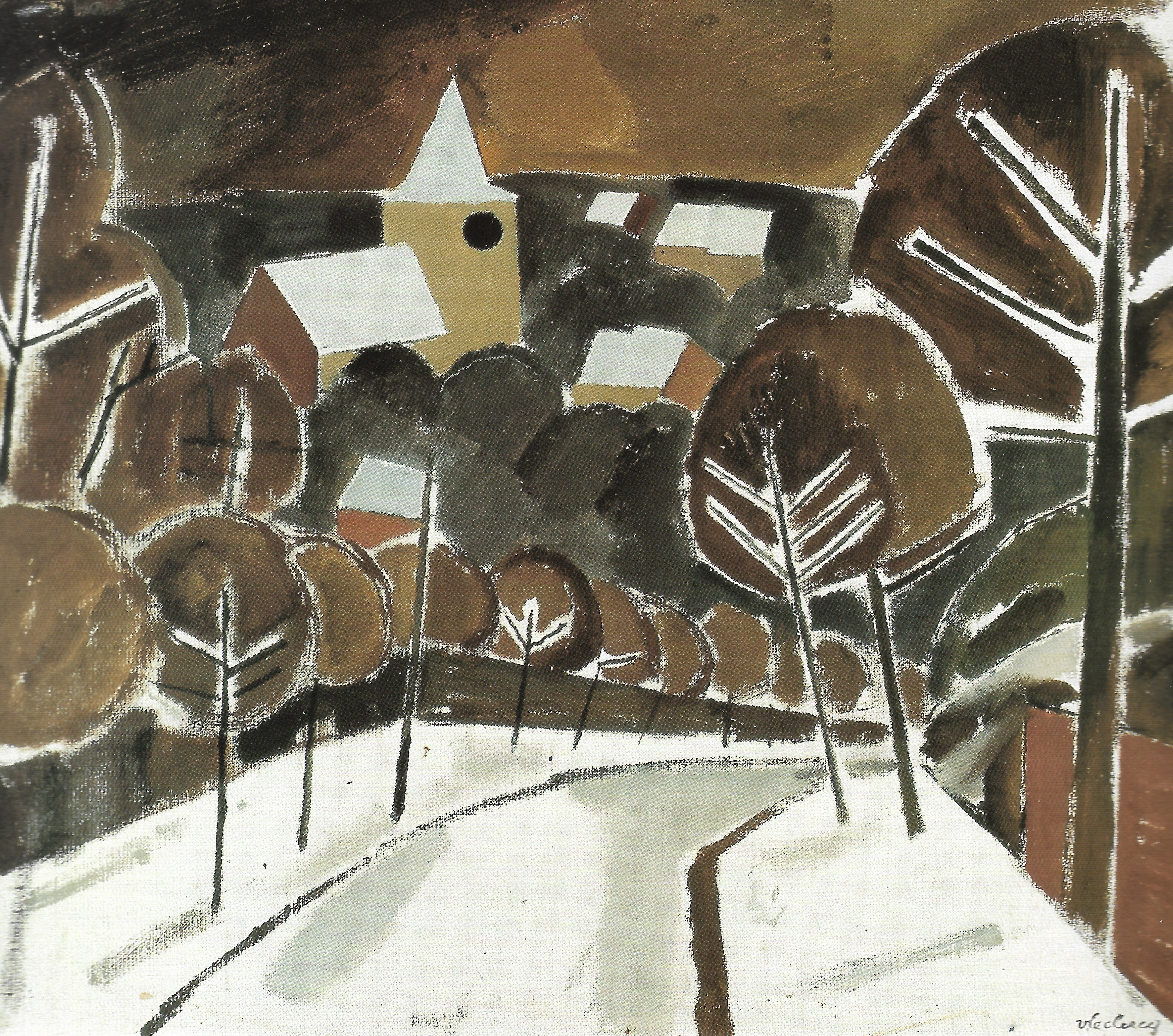
Le clocher (neige), non daté (60,5 x 70,5 cm), Collection privée

D'après Françoise Deville, les œuvres de Victor Leclercq sont présentes dans les institutions suivantes :
- Collections du Ministère de la Communauté française de Belgique.
- Musées royaux des Beaux-Arts de Belgique.
- Musée des Beaux-Arts de la ville de Mons.
- Musée des Beaux-Arts de la ville de Charleroi.
- Musée de Louvain-la-Neuve[2].
- Musée des Beaux-Arts de la ville de Verviers.

## Expositions

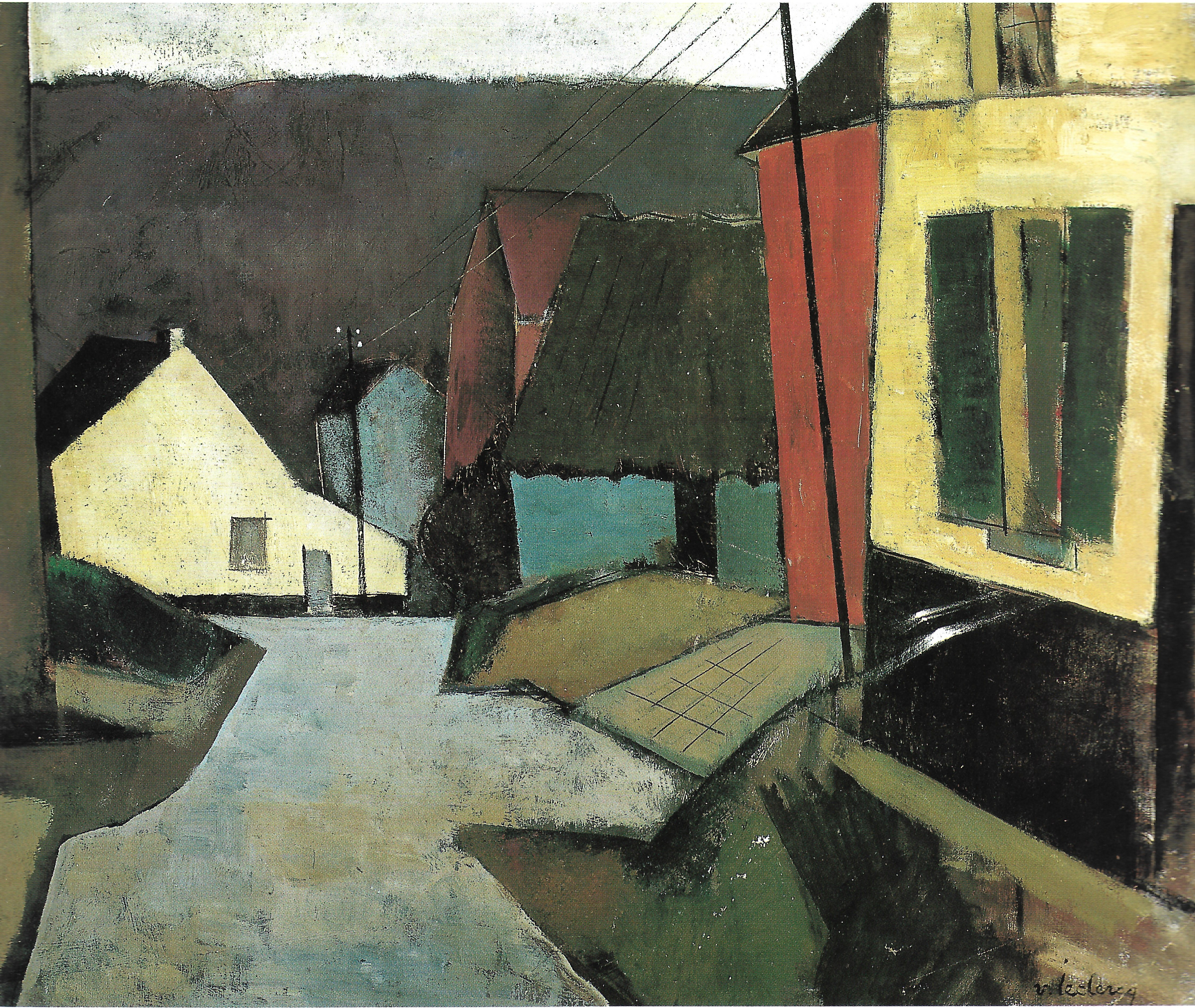
Les Volets verts, non daté (71 x 88 cm), Collection privée

Liste des expositions établie d'après Françoise Deville:
- 1925 : Victor Leclercq : dessins, rue Montagne de la Cour, Bruxelles.
- 1927 : Victor Leclercq et Fernand Bouton, Galerie de la Vierge Poupine, Bruxelles.
- 1966 : Victor Leclercq, décembre, Galerie 86, Bruxelles.
- 1967 : Victor Leclercq, avril, Namur.
- 1972 : Victor Leclercq, avril, Galerie Ado, Bonheiden.
- 1983 : Victor Leclercq 1896-1944, octobre, Musée des Beaux-Arts de Verviers, Verviers.
- 1993 : Expressionnisme Wallon, du 19 mars au 27 juin, Galerie du Crédit Communal, Bruxelles.